# Crosslauf-Europameisterschaften 1998
Die 5. Crosslauf-Europameisterschaften der EAA fanden am 13. Dezember 1998 in Ferrara (Italien) statt.
Die Männer starteten über 9,7 km, die Frauen und Junioren über 5,6 km und die Juniorinnen über 3,6 km.

## Ergebnisse

### Männer

#### Einzelwertung
| Platz | Athlet               | Land | Zeit (min) |
| ----- | -------------------- | ---- | ---------- |
| 1     | Serhij Lebid         | UKR  | 28:07      |
| 2     | Mohammed Mourhit     | BEL  | 28:08      |
| 3     | Driss El Himer       | FRA  | 28:16      |
| 4     | Günther Weidlinger   | AUT  | 28:17      |
| 5     | Carsten Jørgensen    | DEN  | 28:18      |
| 6     | Eduardo Henriques    | POR  | 28:25      |
| 7     | Giuliano Battocletti | ITA  | 28:36      |
| 8     | Manuel Pancorbo      | ESP  | 28:40      |

79 Athleten erreichten das Ziel.
Weitere Teilnehmer aus deutschsprachigen Ländern:
- 34: Michael Buchleitner (AUT), 29:16
- 55: Bernhard Richter (AUT), 29:56
- 58: Damian Kallabis (GER), 30:01
- 63: Robert Platzer (AUT), 30:20
- 66: Harald Steindorfer (AUT), 30:24
- 72: Peter Wundsam (AUT), 31:04

#### Teamwertung
| Platz | Land und Athleten                                                                | Gesamtpunktzahl und Einzelplatzierung |
| ----- | -------------------------------------------------------------------------------- | ------------------------------------- |
| 1     | Italien Giuliano Battocletti Gabriele De Nard Umberto Pusterla Gennaro Di Napoli | 53 07 12 15 19                        |
| 2     | Portugal Eduardo Henriques Paulo Guerra João Junqueira José Ramos                | 55 06 11 14 24                        |
| 3     | Spanien Manuel Pancorbo Julio Rey Martín Fiz Fabián Roncero                      | 68 08 09 13 38                        |

Insgesamt wurden 13 Teams gewertet. Die österreichische Mannschaft kam mit 156 Punkten auf den neunten Platz.

### Frauen

#### Einzelwertung
| Platz | Athletin                | Land | Zeit (min) |
| ----- | ----------------------- | ---- | ---------- |
| 1     | Paula Radcliffe         | GBR  | 18:07      |
| 2     | Annemari Sandell        | FIN  | 18:10      |
| 3     | Olivera Jevtić          | YUG  | 18:11      |
| 4     | Fernanda Ribeiro        | POR  | 18:19      |
| 5     | Helena Sampaio          | POR  | 18:26      |
| 6     | Yamna Oubouhou-Belkacem | FRA  | 18:42      |
| 7     | Albertina Dias          | POR  | 18:46      |
| 8     | María Luisa Larraga     | ESP  | 18:49      |

60 Athletinnen erreichten das Ziel.
Teilnehmerinnen aus deutschsprachigen Ländern:
- 17: Michaela Möller (GER), 19:00
- 24: Irina Mikitenko (GER), 19:11
- 30: Sylvia Nußbeck (GER), 19:24
- 40: Susanne Pumper (AUT), 19:48
- 41: Susanne Ritter (GER), 19:50

#### Teamwertung
| Platz | Land und Athletinnen                                            | Gesamtpunktzahl und Einzelplatzierung |
| ----- | --------------------------------------------------------------- | ------------------------------------- |
| 1     | Portugal Fernanda Ribeiro Helena Sampaio Albertina Dias         | 16 04 05 07                           |
| 2     | Frankreich Yamna Oubouhou-Belkacem Zahia Dahmani Fatima Yvelain | 25 06 09 10                           |
| 3     | Rumänien Cristina Iloc Constantina Diță Luminița Gogârlea       | 41 12 13 16                           |

Insgesamt wurden zwölf Teams gewertet. Die deutsche Mannschaft kam mit 71 Punkten auf den sechsten Platz.

### Junioren

#### Einzelwertung
| Platz | Athlet          | Land | Zeit (min) |
| ----- | --------------- | ---- | ---------- |
| 1     | Yousef El Nasri | ESP  | 16:50      |
| 2     | Ovidiu Tat      | ROU  | 16:51      |
| 3     | Gareth Turnbull | IRL  | 16:55      |

78 Athleten erreichten das Ziel.
Teilnehmer aus deutschsprachigen Ländern:
- 12: Volker Fritzsch (GER), 17:23
- 23: Sebastian Nübling (GER), 17:32
- 29: Michael Leiggener (SUI), 17:38
- 33: Georg Mlynek (AUT), 17:43
- 38: Lars Haferkamp (GER), 17:44
- 47: Raphael Schäfer (GER), 17:51
- 49: Thomas Benz (SUI), 17:55
- 58: Jens Spanberger (GER), 18:03
- 65: Patrick Nispel (SUI), 18:17
- 72: Olivier Gloor (SUI), 18:52

#### Teamwertung
| Platz | Land und Athleten                                                    | Gesamtpunktzahl und Einzelplatzierung |
| ----- | -------------------------------------------------------------------- | ------------------------------------- |
| 1     | Spanien Yousef El Nasri Miguel Angel Pinto Raúl Moya                 | 28 01 07 20                           |
| 2     | Vereinigtes Königreich Sam Haughian Peter Riley Christopher Thompson | 30 04 09 17                           |
| 3     | Rumänien Ovidiu Tat Radu Stroia Vasile Ardelean                      | 36 02 16 18                           |

Insgesamt wurden 17 Teams gewertet. Die deutsche Mannschaft kam mit 73 Punkten auf den siebten, die Schweizer Mannschaft mit 143 Punkten auf den 13. Platz.

### Juniorinnen

#### Einzelwertung
| Platz | Athletin             | Land | Zeit (min) |
| ----- | -------------------- | ---- | ---------- |
| 1     | Katalin Szentgyörgyi | HUN  | 11:51      |
| 2     | Inês Monteiro        | POR  | 11:58      |
| 3     | Sonja Stolić         | YUG  | 12:03      |

70 Athletinnen erreichten das Ziel.
Teilnehmerinnen aus deutschsprachigen Ländern und Regionen:
- 13: Melanie Schulz (GER), 12:27
- 16: Maja Neuenschwander (SUI), 12:33
- 17: Sabrina Mockenhaupt (GER), 12:35
- 18: Silvia Weissteiner (ITA), 12:36
- 28: Judith Heinze (GER), 12:45
- 29: Christina Carruzzo (SUI), 12:46
- 38: Renate Rungger (ITA), 12:55
- 53: Ulrike Leitheim (GER), 13:13
- 56: Gabi Berger (SUI), 13:15
- 58: Sabine Wolf (GER), 13:20
- 59: Monika Vogel (SUI), 13:22

#### Teamwertung
| Platz | Land und Athletinnen                                         | Gesamtpunktzahl und Einzelplatzierung |
| ----- | ------------------------------------------------------------ | ------------------------------------- |
| 1     | Türkei Sebile Bekele Özyurt Nuray Sürekli Türkan Erişmiş     | 20 04 05 11                           |
| 2     | Belgien Tinneke Boonen Mélissa Benoumeur Catherine Lallemand | 46 6 19 21                            |
| 3     | Rumänien Ionela Bungărdean Mihaela Bălăucă Biana Cojocar     | 49 09 15 25                           |

Insgesamt wurden 14 Teams gewertet. Die deutsche Mannschaft kam mit 58 Punkten auf den fünften, die Schweizer Mannschaft mit 101 Punkten auf den elften Platz.